# Sita (Sängerin)

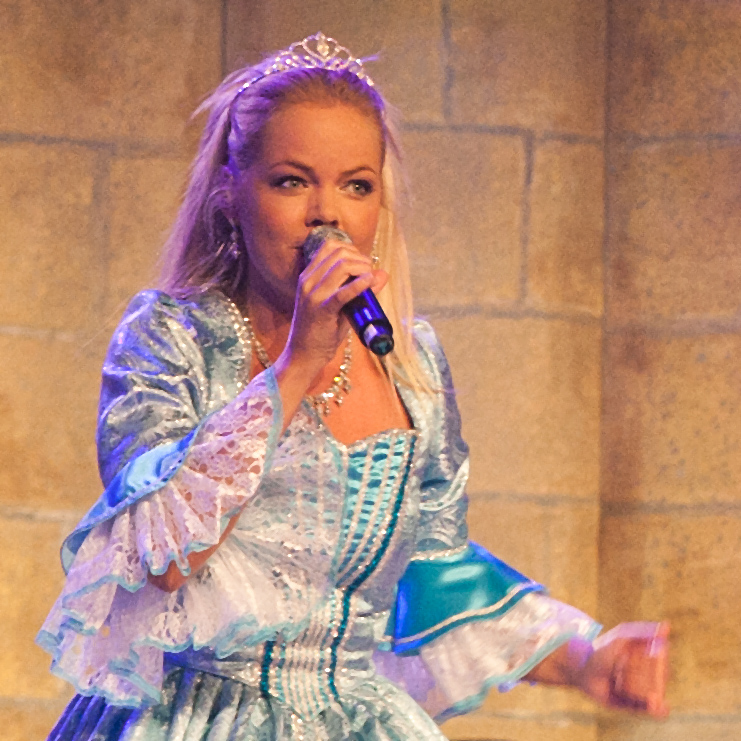
Sita

Sita Maria Vermeulen (* 8. Juni 1980 in Ilpendam) ist eine niederländische Sängerin und ausgebildete Dekorateurin.

## Leben
Sita startete ihre Karriere 2001 in der Castingshow Starmaker, aus der die Band K-Otic hervorging. Nach diversen Erfolgen verließ Sita die Band und veröffentlichte ihre erste eigene Single Happy, mit der sie auch in die Charts kam, und kurz darauf ihr Debüt-Album gleichen Namens.
Wenig später veröffentlichte sie die Songs Hello und Selfish, erreichte damit aber nicht denselben Erfolg wie zuvor beim Debüt-Album.
Außerdem trug Sita im Jahr 2002 zu der Heirat von Kronprinz Willem-Alexander mit der Argentinierin Maxima im Duett mit dem Sänger Marco Borsato das Lied Lopen Op Het Water bei und konnte auch mit diesem Charterfolge verbuchen.

## Diskografie

### Alben
| Jahr | Titel        | Höchstplatzierung, Gesamtwochen, AuszeichnungChartplatzierungen (Jahr, Titel, Platzierungen, Wochen, Auszeichnungen, Anmerkungen) | Höchstplatzierung, Gesamtwochen, AuszeichnungChartplatzierungen (Jahr, Titel, Platzierungen, Wochen, Auszeichnungen, Anmerkungen) | Anmerkungen |
| Jahr | Titel        | NL | BEF | Anmerkungen |
| ---- | ------------ | --- | --- | ----------- |
| 2001 | Happy        | NL2 Gold · (19 Wo.)NL | BEF20 (14 Wo.)BEF |             |
| 2003 | Come With Me | NL76 (2 Wo.)NL | — |             |

Weitere Alben
- 2004: L’envers du décor

### Singles
| Jahr | Titel Album            | Höchstplatzierung, Gesamtwochen, AuszeichnungChartplatzierungen (Jahr, Titel, Album, Platzierungen, Wochen, Auszeichnungen, Anmerkungen) | Höchstplatzierung, Gesamtwochen, AuszeichnungChartplatzierungen (Jahr, Titel, Album, Platzierungen, Wochen, Auszeichnungen, Anmerkungen) | Höchstplatzierung, Gesamtwochen, AuszeichnungChartplatzierungen (Jahr, Titel, Album, Platzierungen, Wochen, Auszeichnungen, Anmerkungen) | Höchstplatzierung, Gesamtwochen, AuszeichnungChartplatzierungen (Jahr, Titel, Album, Platzierungen, Wochen, Auszeichnungen, Anmerkungen) | Anmerkungen |
| Jahr | Titel Album            | DE | CH | NL | BEF | Anmerkungen |
| ---- | ---------------------- | --- | --- | --- | --- | ----------- |
| 2001 | I Was Made To Love You | — | — | NL2 Gold · (9 Wo.)NL | — | mit Bart    |
| 2001 | Happy                  | DE71 (8 Wo.)DE | — | NL1 Gold · (14 Wo.)NL | BEF21 (11 Wo.)BEF |             |
| 2001 | Lopen Op Het Water     | — | — | NL1 (14 Wo.)NL | BEF1 (16 Wo.)BEF | mit Marco   |
| 2002 | Hello Happy            | — | — | NL12 (7 Wo.)NL | BEF49 (1 Wo.)BEF |             |
| 2002 | Selfish Happy          | — | — | NL18 (6 Wo.)NL | — |             |
| 2003 | Come With Me           | — | — | NL26 (4 Wo.)NL | — |             |
| 2004 | Dance The Night Away   | — | — | NL36 (2 Wo.)NL | — | feat. Co    |
| 2005 | To The Max             | — | — | NL19 (4 Wo.)NL | — | mit Co      |

Weitere Singles
- 2002: Jerk / Le chemin
- 2004: Popstar
- 2004: Ce qui nous rend fous
- 2005: Als je iets kan doen
- 2005: Because We Care
- 2008: Zoete pijn
- 2009: Als de nacht valt (feat. Yes-R)
- 2010: I Wouldn’t Change a Thing
- 2011: Determinate uit Lemonade Mouth

### Gastbeiträge
| Jahr | Titel Album | Höchstplatzierung, Gesamtwochen, AuszeichnungChartplatzierungen (Jahr, Titel, Album, Platzierungen, Wochen, Auszeichnungen, Anmerkungen) | Höchstplatzierung, Gesamtwochen, AuszeichnungChartplatzierungen (Jahr, Titel, Album, Platzierungen, Wochen, Auszeichnungen, Anmerkungen) | Höchstplatzierung, Gesamtwochen, AuszeichnungChartplatzierungen (Jahr, Titel, Album, Platzierungen, Wochen, Auszeichnungen, Anmerkungen) | Höchstplatzierung, Gesamtwochen, AuszeichnungChartplatzierungen (Jahr, Titel, Album, Platzierungen, Wochen, Auszeichnungen, Anmerkungen) | Anmerkungen |
| Jahr | Titel Album | DE | CH | NL | BEF | Anmerkungen |
| ---- | ----------- | --- | --- | --- | --- | ----------- |
| 2001 | Le Chemin   | — | CH14 (24 Wo.)CH | — | — | mit Kyo     |